# Province de Huánuco
La province de Huánuco (en espagnol : Provincia de Huánuco) est l'une des onze provinces de la région de Huánuco, dans le centre du Pérou. Son chef-lieu est la ville de Huánuco.

## Géographie
La province couvre une superficie de 4 022,54 km2. Elle est limitée au nord par la province de Leoncio Prado et la province de Dos de Mayo, à l'est par la province de Pachitea, au sud par la province d'Ambo et à l'ouest par la province de Lauricocha et la province de Yarowilca.

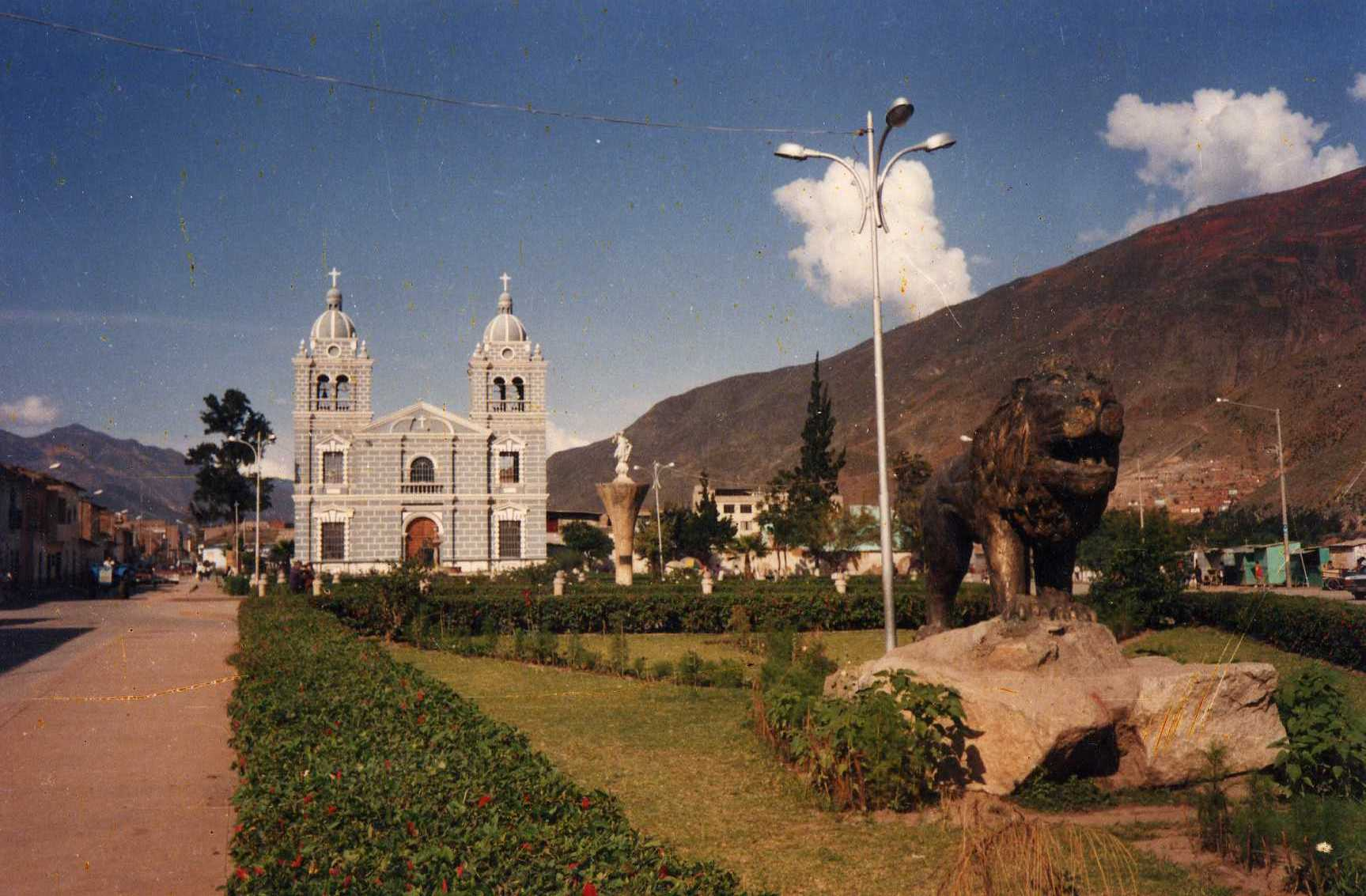
Église Saint-Sébastien de Huánuco

## Population
La population de la province s'élevait à 254 133 habitants en 2005.

## Subdivisions
La province est divisée en douze districts :
- Amarilis
- Chinchao
- Churubamba
- Huánuco
- Margos
- Pillco Marca
- Quisqui (Kichki)
- San Francisco de Cayrán
- San Pedro de Chaulán
- Santa María del Valle
- Yarumayo
- Yacus